# Parafia Matki Boskiej Częstochowskiej w Houston
Parafia Matki Boskiej Częstochowskiej w Houston (ang. Our Lady of Czestochowa Parish) – parafia rzymskokatolicka położona w Houston w stanie Teksas w Stanach Zjednoczonych.
Jest ona polską misją rzymskokatolicką w Houston, z mszą św. w j. polskim, dla polskich imigrantów.
W roku 2009 do parafii należało 300 rodzin.
Nadzór klerycki sprawuje Towarzystwo Chrystusowe dla Polonii Zagranicznej.
Nazwa parafii jest związana z kultem Matki Boskiej Częstochowskiej.

## Szkoły
- Polska Sobotnia Szkoła w Houston